# Elezioni regionali in Friuli-Venezia Giulia del 1998
Le elezioni regionali in Friuli Venezia Giulia del 1998 si sono svolte il 14 giugno 1998. Sono state le ottave nella storia della regione. Per l'ultima volta queste si sono tenute con un sistema proporzionale, senza elezione diretta del Presidente della Giunta, sebbene con la predisposizione di una soglia di sbarramento.
La legge determina il numero dei consiglieri regionali in ragione di uno ogni 20.000 abitanti, o frazione superiore ai 10.000. Per tali elezioni il numero di consiglieri da eleggere è così fissato in 60.
Il primo partito è risultato il cartello elettorale composto da Forza Italia-CCD-Federazione di Centro, col 20,7% dei voti, seguito dalla Lega Nord col 17,4% che ha preceduto i Democratici di Sinistra, col 15,3% dei suffragi.
Il 31 luglio 1998 il Consiglio ha eletto la nuova giunta e il nuovo Presidente della stessa Roberto Antonione, di Forza Italia, primo esponente di questo partito a ricoprire tale carica, e già Presidente del Consiglio. Il 15 giugno 2001 è stato eletto Renzo Tondo, anch'egli di Forza Italia, nuovo Presidente della Giunta.
Gli elettori chiamati al voto sono stati 1.084.075, suddivisi in 2.054 sezioni. Si sono recati al voto 702.442 cittadini, pari al 64,80% degli aventi diritto.
Le elezioni regionali si sono tenute contestualmente al secondo turno delle elezioni per i rinnovi dei Consigli di alcuni comuni, tra cui Gorizia.

## Sistema elettorale

### Natura del sistema
Il sistema elettorale è stato in parte modificato con la legge regionale 27 gennaio 1998, nr. 2.
Con l'art. 2 della nuova legge viene meglio specificato il collegamento tra liste.
Secondo l'art.1 della legge elettorale del 1968 l'assegnazione dei seggi tra le liste concorrenti è effettuata in ragione proporzionale, mediante riparto nelle singole circoscrizioni in cui è diviso il territorio regionale, con recupero dei voti residui in sede regionale. Per l'art. 1 della legge del 1998, da questa elezione, ogni elettore dispone di un voto di lista ed ha facoltà di attribuire una sola preferenza.
Secondo l'art. 15 dello Statuto sono elettori del consiglio gli iscritti nelle liste elettorali dei Comuni della Regione (ovvero tutti i cittadini che abbiano compiuto 18 anni alla data delle elezioni), mentre sono eleggibili al consiglio regionale gli elettori che abbiano compiuto il 25º anno di età il giorno delle elezioni. L'ufficio di consigliere regionale è incompatibile con quello di membro di una delle Camere, di un altro Consiglio regionale, di un Consiglio provinciale, o di sindaco di un Comune con popolazione superiore a 10.000 abitanti. La legge prevede inoltre altri casi di inelegibilità e incadidabilità.
Gli artt. 38 e seguenti della legge elettorale del 1968 stabiliscono le operazioni per la determinazione della ripartizione dei seggi fra le liste e fra i candidati, ma sono stati in parte modificati dalla legge del 1998, agli articoli 18 e 19. L'ufficio centrale circoscrizionale, dopo il controllo delle schede e la raccolta dei dati, procede a determinare la cifra elettorale di ogni lista. Divide il totale delle cifre elettorali di tutte le liste per il numero dei seggi assegnati alla circoscrizione più 2 (e non più 1,12), ottenendo così il quoziente elettorale circoscrizionale: nell'effettuare la divisione, trascura l'eventuale parte frazionaria del quoziente. Attribuisce, quindi, ad ogni lista tanti seggi quante volte il quoziente elettorale risulti contenuto nella rispettiva cifra elettorale. I seggi che rimangono non assegnati vengono attribuiti al Collegio unico regionale. Se, con il quoziente calcolato come sopra, il numero dei seggi da attribuire alle varie liste superi quello dei seggi assegnati alla circoscrizione, le operazioni si ripetono con un nuovo quoziente ottenuto diminuendo di un'unità (e non più 0,02) il divisore.
Successivamente stabilisce la somma dei voti residuali di ogni lista ed il numero dei seggi non potuti attribuire ad alcuna lista per insufficienza di quoziente o di candidati. La determinazione della somma dei voti residuali deve essere fatta anche nel caso che tutti i seggi assegnati alla circoscrizione vengano attribuiti. Si considerano voti residuali anche quelli delle liste che non abbiano raggiunto alcun quoziente ed i voti che, pur raggiungendo il quoziente, rimangono inutilizzati per mancanza di candidati.
I seggi che rimangono non assegnati, vengono attribuiti al Collegio unico regionale. Tale Ufficio, inoltre, determina la cifra individuale di ogni candidato.
Secondo quanto previsto dall'art. 19 della nuova legge elettorale l'Ufficio centrale regionale determina il numero dei seggi non attribuiti nelle circoscrizioni e determina, per ogni lista e per ogni singolo insieme di liste collegate il numero dei voti residuali. La cifra elettorale totale è data dalla somma delle cifre elettorali ottenute dalle liste nelle singole circoscrizioni. Successivamente procede al calcolo della percentuale elettorale di ciascuna lista avente lo stesso contrassegno; a tal fine divide la rispettiva cifra elettorale totale per il totale dei voti validi e moltiplica il risultato per cento. Successivamente procede alla somma dei predetti voti per tutte le liste aventi lo stesso contrassegno che abbiano ottenuto una percentuale elettorale uguale o superiore a quattro e mezzo su base regionale e che siano state presentate in almeno quattro circoscrizioni elettorali.
Divide, poi, la somma dei voti residuali di ogni lista per tale quoziente; il risultato rappresenta il numero dei seggi da assegnare a ogni lista. I seggi che rimangono ancora da attribuire sono rispettivamente assegnati ai gruppi di liste o di singoli insiemi di liste collegate per i quali queste ultime divisioni hanno dato maggiori resti e, in caso di parità di resti, a quei gruppi di liste o di singoli insiemi di liste collegate che abbiano avuto maggiori voti residuali; a parità di voti residuali si procede a sorteggio.
I seggi spettanti a ogni gruppo di liste sono attribuiti alle liste nelle circoscrizioni elettorali in cui è ripartito il territorio regionale seguendo la graduatoria decrescente dei voti residuali espressi in percentuale del relativo quoziente circoscrizionale. A tal fine si moltiplica per cento il numero dei voti residuali di ogni lista e si divide il prodotto per il quoziente elettorale circoscrizionale.
Per tutto ciò che non è disciplinato dalla legge si osservano, in quanto applicabili, le disposizioni del DPR 30 marzo 1957, n. 361, e successive modificazioni ed integrazioni, della legge 8 marzo 1989, n. 95, della legge 21 marzo 1990, n. 53, della legge 15 gennaio 1991, n. 15 e della legge 5 febbraio 1992, n. 104.

### Ripartizione in circoscrizioni
Il territorio della Regione è ripartito in circoscrizioni elettorali corrispondenti ai circondari soggetti alla giurisdizione dei tribunali. Le circoscrizioni di Trieste, Gorizia e Pordenone corrispondono al territorio delle relative provincie, mentre la provincia di Udine è ripartita in due circoscrizioni: Udine e Tolmezzo.

## Composizione degli schieramenti
Nel 1994 si sciolse la Democrazia Cristiana: una parte del movimento ha dato vita al Partito Popolare Italiano, che in queste elezioni regionali si è presentato col simbolo del Centro Popolare Riformatore, cartello elettorale che unisce anche Partito Repubblicano Italiano, Rinnovamento Italiano, Unione Democratica per la Repubblica e la Slovenska Skupnost. L'altro partito nato dalla DC, il Centro Cristiano Democratico è entrato invece in una lista con Forza Italia e Federazione di Centro. Sempre nel 1994 il Movimento Sociale Italiano si è trasformato in Alleanza Nazionale: una parte del movimento ha dato vita al Movimento Sociale Fiamma Tricolore. Entrambi i partiti hanno partecipato alla competizione elettorale.
Nel 1998 il Partito Democratico della Sinistra si è sciolto nei Democratici di Sinistra, e con tale denominazione ha partecipato a queste elezioni. Non hanno partecipato alle elezioni, per la prima volta, alcuni movimenti storicamente presenti come il Partito Liberale Italiano, il Partito Socialista Italiano e il Partito Socialista Democratico Italiano.
Tra i partiti d'ispirazione regionale ha fatto il suo esordio l'Unione Friuli, mentre non hanno partecipato alla competizione né il Movimento Friuli, né la Lista per Trieste, i cui candidati si sono presentati all'interno delle liste di Forza Italia; nell'area di Trieste si è invece presentato il Fronte Giuliano, erede del Movimento Indipendentista Triestino.
L'esclusione dalla competizione della Democrazia Cristiana, movimento politico legato a Flaminio Piccoli, per una eccessiva somiglianza con quello del CPR, ha portato a un ricorso al Consiglio di Stato da parte del movimento stesso. Il Consiglio ha riammesso la lista alla competizione, a soli tre giorni dal voto, che così ha rischiato di venire invalidato. Due giorni dopo però, una diversa sezione dello stesso Consiglio, ha accolto l'istanza di revoca presentata da PPI e CDU contro l'ammissione della DC di Piccoli.

### Liste ammesse al voto
Le seguenti liste sono ammesse alla competizione elettorale:
- Alleanza Nazionale (AN)
- Centro Popolare Riformatore (CPR)
- Democratici di Sinistra (DS)
- Federazione dei Verdi Friuli-Venezia Giulia
- Forza Italia - Centro Cristiano Democratico - Federazione di Centro (FI-CCD-FdC)
- Fronte Giuliano (FG)
- Lega Autonomia Friuli (LAF)
- Lega Nord (LN)
- Movimento Sociale Fiamma Tricolore (MSFT)
- Partito della Rifondazione Comunista (PRC)
- Progetto Autonomia (PA)
- S.O.S. Italia
- Unione Friuli (UF)

## Numeri e costi delle elezioni

### Affluenza
Sono chiamati al voto 1.084.075 elettori. Si sono recati al voto 702.442 votanti, con un'affluenza del 64,80 %, contro l'80,10% delle regionali del 1993.
Il comune nel quale l'affluenza è stata più elevata è Sagrado (in Provincia di Gorizia), col 84,9%, mentre il comune con l'affluenza più ridotta è stato Pulfero col 27,0%, in Provincia di Udine. Tra i capoluoghi di provincia quello che ha registrato l'affluenza più alta è stato Gorizia, col 75,4%, mentre quello con la più bassa partecipazione al voto è stato Trieste, col 56,4%.

### Schede bianche e nulle
Le schede bianche e nulle sono state 44.718, pari al 6,37% dei voti espressi.

### Tabella Riepilogativa
I dati sull'affluenza sono qui riepilogati:
| Circoscrizione | Aventi diritto | Affluenza        | Voti validi      | Schede Bianche o Nulle |
| -------------- | -------------- | ---------------- | ---------------- | ---------------------- |
| Trieste        | 224.548        | 129.073 (57,48%) | 122.820 (95,15%) | 6.253 (4,84%)          |
| Gorizia        | 123.566        | 90.522 (73,26%)  | 83.428 (92,16%)  | 7.094 (7,84%)          |
| Udine          | 395.506        | 269.434 (68,12%) | 252.269 (93,63%) | 17.165 (6,36%)         |
| Tolmezzo       | 84.224         | 49.363 (58,61%)  | 46.012 (93,21%)  | 3.351 (6,79%)          |
| Pordenone      | 256.231        | 164.050 (64,02%) | 153.195 (93,39%) | 10.855 (6,62%)         |
| Totale         | 1.084.075      | 702.444 (64,80%) | 657.724 (93,64%) | 44.718 (6,37%)         |

## Risultati
I risultati in merito ai voti alle liste e la distribuzione dei seggi sono indicati nella seguente tabella:
| Liste  | Liste                                            | Voti    | %     | +/-   | Seggi | +/-     |
| ------ | ------------------------------------------------ | ------- | ----- | ----- | ----- | ------- |
|        | Forza Italia-CCD-FC                              | 136.047 | 20,68 | Nuovo | 14    | Nuovo   |
|        | Lega Nord                                        | 114.186 | 17,36 | 9,31  | 12    | 6       |
|        | Democratici di Sinistra                          | 100.796 | 15,32 | 5,43  | 10    | 4       |
|        | Alleanza Nazionale                               | 87.768  | 13,34 | Nuovo | 9     | Nuovo   |
|        | Centro Popolare Riformatore (PPI-UDR-RI-PRI-SSk) | 72.420  | 11,01 | 14,19 | 7     | 9       |
|        | Partito della Rifondazione Comunista             | 44.488  | 6,76  | 1,23  | 4     | Stabile |
|        | Federazione dei Verdi                            | 32.407  | 4,93  | 0,48  | 3     | Stabile |
|        | Unione Friuli                                    | 24.038  | 3,65  | Nuovo | 1     | Nuovo   |
|        | Progetto Autonomia                               | 18.972  | 2,88  | Nuovo | -     | Nuovo   |
|        | Lega Autonomia Friuli                            | 10.680  | 1,62  | Nuovo | -     | Nuovo   |
|        | Fronte Giuliano                                  | 6.723   | 1,02  | Nuovo | -     | Nuovo   |
|        | S.O.S. Italia                                    | 5.213   | 0,79  | Nuovo | -     | Nuovo   |
|        | Movimento Sociale Fiamma Tricolore               | 3.986   | 0,61  | Nuovo | -     | Nuovo   |
| Totale | Totale                                           | 657.724 | 100   |       | 60    |         |

## Analisi del voto

### Trend di voto
Il quadro politico è modificato dalla nascita di Forza Italia, che assieme al Centro Cristiano Democratico e alla Federazione di Centro, supera il 20,6%. La Lega Nord perde oltre il 9%, mentre il Centro Popolare Riformatore, rispetto ai voti ottenuti nel 1993 da Democrazia Cristiana, Partito Repubblicano Italiano e Slovenska Skupnost, cala di quasi il 14,2%. Vi è un aumento dei voti della sinistra, sia con i Democratici di Sinistra, che aumentano del 5,4% rispetto al risultato del Partito Democratico della Sinistra di cinque anni prima, sia con Rifondazione Comunista, che aumenta del 1,2%.
A destra Alleanza Nazionale e il Movimento Sociale Fiamma Tricolore salgono di oltre il 5,6% in confronto al dato del Movimento Sociale Italiano del 1993, mentre tra i movimenti locali vi è il risultato di Unione Friuli che supera il 3,6%, a cui fa da controaltare il calo della Lega Autonomia Friuli, che perde oltre il 3%.

### Analisi territoriale del voto
La Lega Nord ha mantenuto il primato quale partito più votato nelle circoscrizioni di Udine, Tolmezzo e Pordenone. Il cartello di Forza Italia-CCD-FdC è risultato invece il primo partito a Trieste, dove ha passato il 25% dei voti, mentre ha registrato, nelle altre aree, percentuali più vicine al 20%.
I Democratici di Sinistra sono risultati primi nella circoscrizione di Gorizia, dove hanno sfiorato il 22%. Alleanza Nazionale ha superato il 19% a Trieste, riportando nelle altre circoscrizioni percentuali poco superiori al 12-13%. Il Partito della Rifondazione Comunista ha ottenuto il suo picco a Gorizia, unica zona ove ha superato il 10% dei suffragi.
Il Centro Popolare ha ottenuto in tutte le aree percentuali attorno al 10%, tranne a Pordenone, ove ha passato il 13,6%. I Verdi hanno goduto di un riscontro elettorale abbastanza omogeneo sul territorio regionale, mentre tra le liste locali spicca l'8,1% dell'Unione Friuli a Tolmezzo e il 5,5% del Fronte Giuliano a Trieste.

#### Tabella riepilogativa
| Lista                                | Voti e percentuali | Voti e percentuali | Voti e percentuali | Voti e percentuali | Voti e percentuali |
| ------------------------------------ | ------------------ | ------------------ | ------------------ | ------------------ | ------------------ |
| Lista                                | Trieste            | Gorizia            | Udine              | Tolmezzo           | Pordenone          |
| Forza Italia-CCD-FdC                 | 31.443 (25,60%)    | 15.747 (18,87%)    | 49.622 (19,67%)    | 8.357 (18,16%)     | 30.878 (20,16%)    |
| Lega Nord                            | 6.834 (5,56%)      | 10.889 (13,05%)    | 51.120 (20,26%)    | 9.905 (21,53%)     | 35.438 (23,13%)    |
| Democratici di Sinistra              | 19.680 (16,02%)    | 18.171 (21,78%)    | 36.285 (14,38%)    | 5.883 (12,79%)     | 20.777 (13,56%)    |
| Alleanza Nazionale                   | 23.896 (19,46%)    | 9.357 (11,22%)     | 32.282 (12,80%)    | 6.324 (13,74%)     | 15.909 (10,38%)    |
| Centro Popolare Riformatore          | 13.026 (10,61%)    | 8.594 (10,30%)     | 25.220 (10,00%)    | 4.659 (10,13%)     | 20.921 (13,66%)    |
| Partito della Rifondazione Comunista | 10.976 (8,94%)     | 8.627 (10,34%)     | 13.112 (5,20%)     | 2.398 (5,21%)      | 9.375 (6,12%)      |
| Federazione dei Verdi                | 7.353 (5,99%)      | 4.262 (5,11%)      | 12.444 (4,93%)     | 2.231 (4,85%)      | 6.117 (3,99%)      |
| Unione Friuli                        | 398 (0,32%)        | 1.461 (1,75%)      | 13.639 (5,41%)     | 3.719 (8,08%)      | 4.821 (3,15%)      |
| Progetto Autonomia                   | non presente       | 3.486 (4,18%)      | 9.085 (3,60%)      | 1.420 (3,09%)      | 4.981 (3,25%)      |
| Lega Autonomia Friuli                | 372 (0,30%)        | 967 (1,16%)        | 4.273 (1,69%)      | 1.090 (2,37%)      | 3.978 (2,60%)      |
| Fronte Giuliano                      | 6.723 (5,47%)      | non presente       | non presente       | non presente       | non presente       |
| SOS Italia                           | non presente       | non presente       | 5.187 (2,06%)      | 26 (0,06%)         | non presente       |
| Movimento Sociale Fiamma Tricolore   | 2.119 (1,73%)      | 1.867 (2,24%)      | non presente       | non presente       | non presente       |

## Esito delle elezioni
A seguito di quanto previsto dagli art. 35 e 36 dello Statuto il Consiglio Regionale ha eletto, il 31 luglio 1998,  la nuova giunta, guidata da Roberto Antonione, di Forza Italia, primo esponente di questo partito a ricoprire tale carica, e già Presidente del Consiglio. La giunta era sostenuta anche da Alleanza Nazionale e Unione Friuli, e godeva di soli 24 voti, sui 60 dell'assemblea. Il 5 agosto dello stesso anno Antonio Martini, del Centro Popolare Riformatore, è stato eletto Presidente del Consiglio Regionale.
Il 15 giugno 2001 è stato eletto Renzo Tondo, anch'egli di Forza Italia, nuovo Presidente della Giunta. Tondo si è poi dimesso il 7 marzo 2003 in polemica contro la decisione di candidare Alessandra Guerra per le elezioni regionali del 2003.

### Tabella riepilogativa
| N. | Ritratto | Ritratto | Nome (Nascita-Morte)      | Mandato        | Mandato        | Partito      | Giunta    | Composizione                  |
| -- | -------- | -------- | ------------------------- | -------------- | -------------- | ------------ | --------- | ----------------------------- |
| 1º |          |          | Roberto Antonione (1953-) | 31 luglio 1998 | 15 giugno 2001 | Forza Italia | Antonione | FI (7)-AN (2)-CCD (1)-UF (1)  |
| 2º |          |          | Renzo Tondo (1956-)       | 15 giugno 2001 | 14 giugno 2003 | Forza Italia | Tondo I   | LN (3) -AN (3)-FI (2)-CCD (1) |